# دریاچه اولگن شاباقتی
دریاچه اولگن شاباقتی (به قزاقی: Lake Ulken Shabakty) یک دریاچه در قزاقستان است.